# Väike-Tulpe
Väike-Tulpe (deutsch Klein Tulpe) ist eine estnische Ostsee-Insel.

## Lage und Beschreibung
Väike-Tulpe liegt vor der Südküste der größten estnischen Insel Saaremaa, 3,5 Kilometer südöstlich des Hafens Roomassaare. Die Insel gehört verwaltungsmäßig zum Dorf Muratsi in der Landgemeinde Saaremaa (Kreis Saare).
Väike-Tulpe ist sehr flach. Die durch Moränen geprägte Insel ist vor allem mit Wiesen und Wacholdersträuchern bewachsen.
Zwischen Väike-Tulpe und der auf Saaremaa gelegenen Halbinsel Suur-Tulpe liegt die 16,4 Hektar große Insel Laidu.